# Contractlogistiek
Contractlogistiek is logistiek die op contractbasis wordt uitgevoerd voor een opdrachtgever. Verladers sluiten (meestal na een tender) een contract af met een logistiek dienstverlener over te voeren diensten. Dit kan gaan om transport, opslag, value added logistics, maar ook om wereldwijde 3pl (third-party logistics) of 4pl (ketenregie of fourth-party logistics)-activiteiten.